# Kinh tế học quốc tế
Kinh tế học quốc tế là một bộ môn khoa học, một chuyên ngành của kinh tế học nghiên cứu sự phụ thuộc lẫn nhau về kinh tế giữa các quốc gia. Kinh tế học quốc tế được phát triển suốt từ thế kỷ XVIII và đã quy tụ được nhiều học giả kinh tế học nổi tiếng như Adam Smith, David Ricardo, John Stuart Mill, Alfred Marshall, John Maynard Keynes, và Paul A. Samuelson. Tuy nhiên, chỉ từ sau Chiến tranh thế giới thứ hai, với việc ứng dụng các công cụ kinh tế học vi mô và kinh tế học vĩ mô, kinh tế học quốc tế mới trở nên phát triển sâu và rộng.

## Đối tượng nghiên cứu
Kinh tế học quốc tế nghiên cứu sự phụ thuộc kinh tế giữa các quốc gia, phân tích dòng chảy hàng hóa, dịch vụ và thanh toán giữa một quốc gia với phần còn lại của thế giới, chính sách định hướng cho các dòng chảy này ảnh hưởng của chúng đối với phúc lợi của quốc gia. Sự phụ thuộc kinh tế của các quốc gia này ảnh hưởng và bị ảnh hưởng bởi các quan hệ chính trị kinh tế, văn hóa, xã hội, an ninh giữa các quốc gia.
Kinh tế học quốc tế nghiên cứu học thuyết thương mại quốc tế, chính sách thương mại quốc tế, thị trường ngoại hối và cán cân thanh toán, kinh tế vĩ mô trong nền kinh tế mở. Học thuyết thương mại quốc tế phân tích cơ sở và những thu nhập từ thương mại quốc tế. Chính sách thương mại quốc tế phân tích nguyên nhân ảnh hưởng của các trở ngại thương mại và chủ nghĩa bảo hộ mới. Nghiên cứu thị trường ngoại hối trên khía cạnh là hệ thống cho sự trao đổi đồng tiền một quốc gia này cho một quốc gia khác. Trong khi đó, cán cân thanh toán đo lường phần nhận được và chi trả của một quốc gia với phần còn lại của thế giới. Cuối cùng, kinh tế vĩ mô trong kinh tế mở phân tích cơ chế điều chỉnh cán cân thanh toán trong sự tác động sự phụ thuộc kinh tế giữa các quốc gia với sự khác nhau của các hệ thống tiền tệ và ảnh hưởng của chúng lên phúc lợi của quốc gia.
Học thuyết và các chính sách thương mại quốc tế là khía cạnh kinh tế vi mô của Kinh tế học quốc tế, vì chúng phân tích với các quốc gia cụ thể, được xem xét như một đơn vị riêng và với giá cả của hàng hoá cụ thể. Trên phương diện khác, cán cân thanh toán nghiên cứu phần nhận được và chi trả trong khi các chính sách điều chỉnh ảnh hưởng mức thu nhập và chỉ số giá chung, chúng mô tả các khía cạnh kinh tế vĩ mô của Kinh tế học quốc tế, đó là nói kinh tế vĩ mô trong kinh tế mở hay tài chính quốc tế.
Kinh tế học quốc tế lại chia thành hai mảng lớn là thương mại quốc tế và tài chính quốc tế.
Thương mại quốc tế nghiên cứu các lý luận về thương mại quốc tế, chính sách thương mại quốc tế. Các lý luận thương mại quốc tế quan trọng là thuyết về lợi thế so sánh, mô hình Heckscher-Ohlin (cùng với định lý Stolper-Samuelson), v.v...
Còn tài chính quốc tế nghiên cứu về thị trường ngoại hối và cán cân thanh toán. Các lý luận chính trong mảng tài chính quốc tế bao gồm từ thuyết sức mua tương đương của kinh tế học cổ điển đến thuyết lựa chọn động cơ tài sản của kinh tế học Keynes, rồi các định lý Balassa-Sammuelson. Dựa trên các thuyết này, tài chính quốc tế còn nghiên cứu về chính sách tài chính quốc tế thông qua các mô hình Mundell-Flemming và mô hình AA-DD. Tài chính quốc tế còn nghiên cứu cả nguyên nhân của khủng hoảng cán cân thanh toán và đề xuất các chính sách phòng ngừa.

## Phương pháp nghiên cứu
Các quan hệ kinh tế quốc tế khác nhau và các quan hệ kinh tế trong khu vực, đòi hỏi các công cụ khác nhau phân tích và điều chỉnh kinh tế quốc tế như một nhánh của kinh tế học.
Việc nghiên cứu Kinh tế học quốc tế theo các nguyên tắc và học thuyết nhằm tăng hiểu biết về thương mại quốc tế. Những mô tả được thể hiện qua nhiều trực giác, đồng thời trên cơ sở kế thừa kiến thức về kinh tế học vĩ mô và kinh tế học vi mô.
- Thương mại quốc tế áp dụng các phương pháp và công cụ nghiên cứu của kinh tế học vi mô.
- Tài chính quốc tế áp dụng các phương pháp và công cụ nghiên cứu của kinh tế học vĩ mô.hii

## Các học thuyếtthương mại quốc tế
Mục đích của các học thuyết kinh tế nói chung là dự báo và giải thích. Học thuyết kinh tế được trừu tượng hóa từ các chi tiết của môi trường. Vì vậy cần phân tích sự kiện kinh tế nhằm mục đích tập trung một số biến số và các mối quan hệ mô tả những điểm quan trọng nhất trong dự báo và giải thích sự kiện.
Sự phát triển của các học thuyết thương mại từ thế kỷ 17 tới đầu thế kỷ 20. Sự tiếp cận lịch sử này hữu ích không chỉ vì các quốc gia quan tâm tới lịch sử về các học thuyết thương mại quốc tế, mà còn mở rộng cách tiếp cận kế thừa các khái niệm và học thuyết về thương mại quốc tế từ cổ điển đến hiện đại, từ lý luận đến thực tiễn. Có hai vấn đề đặt ra và là cơ sở cho việc nghiên cứu kinh tế học quốc tế là:
1. Điều gì là cơ sở cho thương mại? Thặng dư thu được từ thương mại như thế nào? Một quốc gia tham gia vào thương mại quốc tế chỉ khi quốc gia đó thu được lợi ích từ thương mại, lợi ích thu được từ thương mại đã được hình thành ra như thế nào? Lợi ích đó lớn đến mức nào và chúng được phân bổ giữa các nước có tham gia thương mại như thế nào?
2. Dòng hàng hóa xuất nhập khẩu theo hướng nào? Những hàng hóa nào được trao đổi, những hàng hóa nào được xuất khẩu, được nhập khẩu của một quốc gia?

## Học thuyết kinh tế trọng thương
Học thuyết kinh tế của trường phái trọng thương đã chiếm được sự ưu thế trong thế kỷ 17 và 18.
Nội dung của học thuyết này là một quốc gia để trở nên giàu có phải xuất khẩu nhiều hơn nhập khẩu. Thặng dư xuất khẩu được thu hồi trở lại bằng tiền tệ thực là vàng bạc. Một quốc gia càng nhiều vàng bạc thì càng là quốc gia giàu có. Vì vậy, Chính phủ phải làm tất cả trong khả năng có được để khuyến khích xuất khẩu đồng thời hạn chế nhập khẩu (đặc biệt là nhập khẩu những hàng hóa xa xỉ). Mặc dù vậy, các quốc gia không thể cải thiện được thặng dư thương mại của họ, và tổng số vàng bạc vẫn cố định. Một quốc gia có thể thu được thặng dư từ sự chi trả của các quốc gia khác, các nhà trọng thương đã thuyết giáo chủ nghĩa dân tộc về kinh tế, tin tưởng như họ đã lý luận, các lợi ích quốc gia bị xung đột lẫn nhau.
Học thuyết kinh tế trọng thương đo lường sự giàu có của một quốc gia bởi số lượng vàng mà quốc gia đó có. Ngược lại, ngày nay sự giàu có của một quốc gia được đo lường bởi khả năng của họ về nguồn lực con người, tài nguyên có thể cung cấp cho sản xuất và dịch vụ. Nguồn lực này càng phong phú, sử dụng càng có hiệu quả thì dòng chảy hàng hóa và dịch vụ thỏa mãn con người càng dồi dào, tiêu chuẩn sống của quốc gia càng cao.
Có nhiều lý do về sự mơ ước của các nhà trọng thương trong việc tích lũy vàng bạc, điều này có thể hiểu được vì các nhà trọng thương viết theo nhà cầm quyền và để tăng khả năng của quốc gia. Có nhiều vàng bạc sẽ có quyền lực và quân đội mạnh củng cố khả năng của họ; tăng cường quân đội và hải quân cũng tạo điều kiện cho họ có được nhiều thuộc địa. Đồng thời, có nhiều tiền vàng cũng có nghĩa là khả năng buôn bán cao hơn, bằng khuyến khích xuất khẩu, hạn chế nhập khẩu Chính phủ có thể khuyến khích sản lượng quốc dân và công ăn việc làm.
Học thuyết kinh tế trọng thương ủng hộ sự kiểm soát chặt chẽ của Chính phủ về các hoạt động kinh tế và tăng cường chủ nghĩa dân tộc về kinh tế bởi vì họ tin tưởng rằng một quốc gia có thể thu được thặng dư từ thương mại chỉ khi chiếm đoạt được của nước khác (vì thương mại là một cuộc chơi có tổng lợi ích không đổi). Quan điểm này quan trọng vì hai lý do:
1. Thứ nhất, ý tưởng của Adam Smith, David Ricardo và các nhà kinh tế học cổ điển khác có thể hiểu một cách tốt nhất nếu họ trong vị trí phản bác lại quan điểm trường phái trọng thương về thương mại và về vai trò của Chính phủ;
2. Thứ hai, hiện nay dường như có sự phục hồi của trường phái trọng thương mới, khi các quốc gia vấp phải nạn thất nghiệp cao có khuynh hướng hạn chế nhập khẩu để thúc đẩy sản xuất trong nước và công ăn việc làm.

## Học thuyết lợi thế tuyệt đối củaAdam Smith
Học thuyết này bắt đầu với sự thật giản đơn, hai quốc gia trao đổi thương mại trên cơ sở tình nguyện thì cả hai quốc gia đều thu được từ thặng dư. Nếu một quốc gia không thu được gì, hoặc bị lỗ, họ sẽ từ chối thương mại. Thặng dư qua lại từ thương mại đã được phát sinh và chuyển dịch như thế nào?

### Lợi thế tuyệt đối
- Thương mại giữa hai quốc gia được dựa trên cơ sở lợi thế tuyệt đối. Khi một quốc gia sản xuất một hàng hóa có hiệu quả hơn so với quốc gia khác nhưng kém hiệu quả hơn trong sản xuất hàng hóa thứ hai, hai quốc gia có thể thu được lợi ích bằng cách mỗi quốc gia chuyên môn hóa sản xuất và xuất khẩu hàng hóa có lợi thế tuyệt đối, nhập khẩu hàng hóa không có lợi thế. Thông qua quá trình này, các nguồn lực được sử dụng một cách hiệu quả nhất và sản lượng của cả hai hàng hóa đều tăng. Sự tăng lên về sản lượng của hai hàng hóa này do lượng thặng dư từ chuyên môn hóa trong sản xuất được phân bố lại giữa hai quốc gia thông qua thương mại.
- Theo khía cạnh này, một quốc gia cũng tương tự như một cá nhân, không nên cố gắng sản xuất tất cả hàng hóa cho mình, mà nên tập trung sản xuất hàng hóa mình có sở trường nhất, đem trao đổi một phần sản phẩm đó lấy sản phẩm khác cần dùng, theo cách này tổng sản lượng của các cá nhân cộng lại sẽ tăng, phúc lợi của mỗi các nhân cũng tăng.
- Như vậy, trong khi học thuyết kinh tế trọng thương tin tưởng một quốc gia chỉ có thể thu được thặng dư từ thương mại bằng cách tước đoạt của nước khác và ủng hộ sự quản lý chặt chẽ của Chính phủ về hoạt động kinh tế và thương mại, thì Học thuyết lợi thế tuyệt đối của Adam Smith tin tưởng rằng một quốc gia có thể thu được thặng dư từ thương mại và ủng hộ mạnh mẽ cho chính sách tự do kinh doanh. Thương mại tự do có thể làm cho nguồn lực của thế giới được sử dụng một cách hữu hiệu nhất và có thể tối đa hóa phúc lợi toàn thế giới. Có thể có một vài trường hợp ngoại lệ bằng cách tự do kinh doanh, một trong số này là sự bảo hộ các ngành công nghiệp quan trọng của quốc gia. Dường như có nghịch lý là ngày nay hầu hết các quốc gia sử dụng nhiều biện pháp hạn chế thương mại tự do. Các biện pháp hạn chế thương mại được tỷ lệ hóa theo phúc lợi của quốc gia. Trên thực tế, các biện pháp hạn chế thương mại được một số ngành công nghiệp và những công nhân của ngành đó những người bị tổn thất vì hàng nhập khẩu ủng hộ. Như vậy, các biện pháp hạn chế thương mại tạo ra lợi ích cho thiểu số nhưng làm tổn thất tới đa số (những người phải trả giá cao hơn để cạnh tranh với hàng hoá trong nước).

### Minh họa vềLợi thế tuyệt đối
- Bảng số liệu bên cho thấy một giờ lao động sản xuất được 6 dạ lúa mì tại Hoa Kỳ, nhưng chỉ được một dạ tại Anh. Ngược lại, một giờ lao động sản xuất được 5 thước vải tại Anh nhưng chỉ được 4 thước vải tại Hoa Kỳ. Như vậy Hoa Kỳ có hiệu quả hơn hay nói cách khác, có lợi thế hơn so với Anh trong sản xuất lúa mì, đồng thời kém lợi thế trong sản xuất vải; trong khi đó, Anh có hiệu quả hơn trong sản xuất vải nhưng kém hiệu quả hơn trong sản xuất lúa mỳ so với Hoa Kỳ. Khi đó, thương mại Hoa Kỳ sẽ chuyên môn hóa trong sản xuất lúa mỳ, đem một phần lúa mì trao đổi với Anh để lấy vải; còn ở Anh thì ngược lại.
- Với tương quan trao đổi giữa Hoa Kỳ và Anh, là một dạ lúa mỳ đổi được một thước vải, nếu Mỹ trao đổi 6 dạ lúa mỳ lấy 6 thước vải, họ sẽ thu thêm được 2 thước vải hoặc tiết kiệm được 1/2 giờ lao động (vì tại Hoa Kỳ nếu đổi 6 dạ lúa mì chỉ được 4 thước vải sản xuất trong nước). Tương tự như vậy, tại Anh, 6 dạ lúa mỳ nhận được của Mỹ tương ứng 6 giờ lao động của Anh, 6 giờ lao động này có thể sản xuất ra được 30 thước vải (vì tại Anh mỗi giờ lao động sản xuất được 5 thước vải). Sau khi sử dụng 6 thước vải trao đổi với Mỹ, họ còn thu được 24 thước vải, hoặc tiết kiệm được 5 giờ lao động.
- Điều quan trọng ở đây không phải là Anh thu được nhiều thặng dư hơn Hoa Kỳ, mà điều quan trọng là cả Hoa Kỳ và Anh có thể đều thu được từ chuyên môn hóa trong sản xuất và thương mại.

Lợi thế tuyệt đối, tuy vậy, chỉ giải thích được một phần nhỏ thương mại hiện tại như thương mại giữa các nước phát triển và các nước đang phát triển. Hầu hết thương mại thế giới, đặc biệt thương mại giữa các nước phát triển với nhau, không thể giải thích được bằng học thuyết về lợi thế tuyệt đối.

## Học thuyếtlợi thế so sánhcủaDavid Ricardo
Học thuyết lợi thế so sánh của David Ricardo dựa vào Quy luật về lợi thế so sánh. Đây là một trong những quy luật kinh tế quan trọng  nhất được ứng dụng rộng rãi, chưa có sự thay đổi. Học thuyết nghiên cứu khái niệm về lợi thế so sánh, đưa ra lợi thế so sánh về số, phần phân tích cho thấy cả hai quốc gia đều có thể thu được thặng dư nếu mỗi quốc gia chuyên môn hóa trong sản xuất và xuất khẩu hàng hóa có lợi thế so sánh.

### Quy luật vềlợi thế so sánh
- Một quốc gia sản xuất cả hai hàng hóa đều kém hiệu quả hơn quốc gia kia vẫn có thể thu được lợi ích thương mại. Quốc gia đó sẽ tập trung sản xuất và xuất khẩu hàng hóa kém lợi thế ít hơn, và nhập khẩu hàng hóa kém lợi thế nhiều hơn. Chi tiết về quy luật này có thể phân tích qua số liệu ở bảng bên.
- Bảng số liệu này trình bày, Anh hiện nay chỉ sản xuất được 2 thước vải trong một giờ lao động. Nước Anh không có lợi thế tuyệt đối trong sản xuất cả hai hàng hóa khi so sánh với Hoa Kỳ vì hao phí lao động trong sản xuất cả hai hàng hóa đều cao hơn Hoa Kỳ. Tuy vậy, tại Anh hao phí lao động trong sản xuất vải chỉ lớn gấp hai lần, trong khi hao phí lao động trong sản xuất lúa mỳ lớn gấp sáu lần so với Hoa Kỳ, nước Anh có lợi thế so sánh trong sản xuất vải. Hoa Kỳ có lợi thế tuyệt đối trong cả hai loại hàng hóa so với Anh, nhưng lợi thế tuyệt đối lớn hơn trong sản xuất lúa mỳ (6/1) so với sản xuất vải (4/2), Hoa Kỳ có lợi thế so sánh trong sản xuất lúa mỳ. Tóm lại, lợi thế tuyệt đối của Hoa Kỳ lớn hơn trong lúa mỳ, vì vậy Hoa Kỳ có lợi thế so sánh trong sản xuất lúa mỳ. Bất lợi thế tuyệt đối của Anh nhỏ hơn trong sản xuất vải, Anh có lợi thế so sánh trong sản xuất vải. Theo quy luật về lợi thế so sánh, cả hai quốc gia có thể thu được thặng dư nếu Hoa Kỳ chuyên môn hóa trong sản xuất lúa mỳ và xuất khẩu một phần lúa mỳ để nhập khẩu vải của Anh, còn Anh chuyên môn hoá trong sản xuất và xuất khẩu vải.
- Trong mô hình chỉ có hai quốc gia, hai hàng hóa, nếu một quốc gia có lợi thế so sánh trong hàng hóa này thì quốc gia kia sẽ có lợi thế so sánh trong hàng hóa thứ hai.

### Thặng dư từ thương mại
- Hoa Kỳ sẽ không cải thiện được mức sống nếu họ đổi 6 dạ lúa mỳ lấy 4 thước vải tại Anh, vì tương quan trao đổi này đúng bằng tương quan trong quốc gia Hoa Kỳ. Tất nhiên Hoa Kỳ cũng sẽ không trao đổi với Anh nếu chấp nhận được ít hơn 4 thước vải.
- Tương tự như vậy, Anh sẽ không cải thiện được mức sống nếu trao đổi 2 thước vải để lấy 1 dạ lúa mỳ của Hoa Kỳ, tất nhiên càng không trao đổi với Hoa Kỳ nếu phải trả nhiều hơn 2 thước vải để lấy 1 dạ lúa mỳ của Hoa Kỳ.
- Để thấy được cả hai quốc gia đều thu được lợi ích từ thường mại; giả thiết Hoa Kỳ có thể trao đổi 6 dạ lúa mỳ để nhận được 6 thước vải của Anh, Hoa Kỳ sẽ thu thêm được 2 thước vải (hoặc tiết kiệm được 1/2 giờ lao động vì một giờ lao động tại Hoa Kỳ chỉ sản xuất được 4 thước vải). Anh cũng thu được lợi ích, 6 dạ lúa mỳ Anh nhận được từ Hoa Kỳ có thể đòi hỏi tương đương 6 giờ lao động tại Anh nếu sản xuất tại Anh. Anh có thể sử dụng 6 giờ lao động này sản xuất được 12 thước vải (vì mỗi giờ lao động sản xuất được 2 thước vải) mang trao đổi với Hoa Kỳ 6 thước vải còn thu thêm được 6 thước vải, Anh thu được nhiều hơn Hoa Kỳ không phải là điều quan trọng, điều quan trọng là cả hai quốc gia có thể thu được thặng dư từ thương mại, thậm chí một trong số họ kém hiệu quả hơn trong sản xuất cả hai loại hàng hóa so với quốc gia kia.
- Hai quốc gia có thể thu được lợi ích thông qua trao đổi 6 dạ lúa mỳ lấy 6 thước vải. Đây không phải là tỷ lệ duy nhất có thặng dư từ thương mại. Hoa Kỳ có thể chấp nhận trao đổi 6 dạ lúa mỳ lấy số lượng nào đó miễn là nhiều hơn 4 thước vải (vì trao đổi trong nước chỉ được 4 thước vải). Còn Anh có thể trao đổi một lượng vải miễn là ít hơn 12 thước để lấy 6 dạ lúa mỳ (vì trao đổi trong nước phải mất 12 thước vải). Vì vậy, tỷ lệ trao đổi thương mại giữa hai nước là có thể nằm trong khoảng: 4 thước vải < 6 dạ lúa < 12 thước vải. Chênh lệch giữa 12 và 4 thước vải là tổng thặng dư của hai nước thu được từ thương mại khi trao đổi 6 dạ lúa mỳ. Ví dụ, khi 6 thước vải trao đổi được 6 dạ lúa mỳ, Hoa Kỳ thu thêm được 2 thước vải còn Anh thu thêm được 6 thước vải, tổng cộng là 8 thước vải. Càng gần tỷ lệ 4 thước vải bằng 6 dạ lúa mỳ, Anh càng thu được thặng dư lớn từ thương mại, Hoa Kỳ thu được ít. Ngược lại, càng gần tỷ lệ 12 thước vải bằng 6 dạ lúa mỳ, Hoa Kỳ càng thu được thặng dư lớn từ thương mại, Anh càng thu được ít.
- Ví dụ, nếu Hoa Kỳ trao đổi 6 dạ lúa mỳ lấy 8 thước vải của Anh, mỗi quốc gia có thể thu thêm được cùng 4 thước vải, tổng số vẫn bằng 8 thước vải. Nếu Hoa Kỳ trao đổi 6 dạ lúa mỳ lấy 10 thước vải, Hoa Kỳ sẽ thu thêm được 6 thước vải, Anh thu thêm được 2 thước vải.
- Rõ ràng, ta thấy rằng thặng dư từ thương mại được hình thành thậm chí trong trường hợp một quốc gia kém hiệu quả hơn trong sản xuất cả hai hàng hóa so với quốc gia kia.

### Trường hợp ngoại lệ của quy luậtlợi thế so sánh
- Có một trường hợp ngoại lệ (không phổ biến) đối với  quy luật về lợi thế so sánh xảy ra khi bất lợi thế tuyệt đối của một quốc gia như nhau trong cả hai hàng hóa; Ví dụ, nếu một giờ lao động sản xuất được 3 dạ lúa mỳ tại Anh, hao phí lao động tại Anh gấp đôi trong cả hai hàng hóa so với Hoa Kỳ. Khi đó, cả Hoa Kỳ và Anh đều không có lợi thế so sánh, do vậy không có thặng dư từ thương mại. Lý do là Hoa Kỳ chỉ trao đổi khi có thể bỏ ra 6 dạ lúa mỳ để lấy hơn 4 thước vải. Nhưng Anh chỉ trao đổi khi có thể bỏ ra ít hơn 4 thước vải để lấy 6 dạ lúa mỳ, vì tại Anh giờ đây hai giờ lao động có thể sản xuất được 6 dạ lúa mỳ.
- Vì vậy, trong trường hợp này, quy luật về lợi thế so sánh, được phát biểu như sau: Thậm chí một quốc gia không có lợi thế tuyệt đối so sánh với quốc gia kia trong sản xuất cả hai hàng hóa, vẫn có thể thu được thặng dư từ thương mại trừ khi bất lợi tuyệt đối cùng một tỷ lệ trong sản xuất cả hai hàng hóa.

### Lợi thế so sánhvới sự tham gia của tiền tệ
- Theo quy luật về lợi thế so sánh, thậm chí một quốc gia (Anh trong trường hợp này) có bất lợi tuyệt đối trong sản xuất cả hai hàng hóa khi so sánh với quốc gia kia (Hoa Kỳ) vẫn thu được lợi ích từ thương mại. Nhưng có thể có câu hỏi, liệu Anh có xuất khẩu sang Hoa Kỳ khi mà Anh đều kém hiệu quả hơn Hoa Kỳ trong sản xuất hai loại hàng hóa? Câu trả lời là tiền công tại Anh sẽ thấp hơn tiền công tại Hoa Kỳ làm cho giá vải thấp hơn tại Anh còn giá lúa mỳ thấp hơn tại Hoa Kỳ tính theo tiền tệ của mỗi nước.

- Giả sử tiền công tại Hoa Kỳ là 6$/giờ lao động, một giờ lao động sản xuất được 6 dạ lúa mỳ nên giá lúa mỳ tại Hoa Kỳ là 1 giạ = 1$, một giờ lao động sản xuất được 4 thước vải nên giá vải tại Hoa Kỳ là 1 thước = 1.5$. Giả sử đồng thời tiền công tại Anh là 1£ (1£ là ký hiệu đồng bảng Anh). Một giờ lao động sản xuất được 1 giạ lúa mỳ nên giá múa mỳ tại Anh là 1 giạ = 1£. Một giờ lao động sản xuất được 2 thước vải nên giá của vải là 1 thước = 0.5£. Nếu tỷ lệ trao đổi giữa đồng bảng và đồng dollar là 1£= 2$, khi đó 1 giạ lúa mỳ =1£ =2$ và 1 thước vải = 0,5£ =1$. Bảng bên cho biết giá cả của lúa mỳ và vải tại hai quốc gia được biểu thị bằng đồng dollar theo tỷ lệ trao đổi 1£=2$.
- Trong bảng bên có thể thấy giá cả lúa mỳ (hàng hóa mà Hoa Kỳ có lợi thế so sánh) tính theo đồng dollar tại Hoa Kỳ thấp hơn so với Anh, giá cả vải (hàng hoá mà Anh có lợi thế so sánh) tính theo đồng dollar tại Anh thấp hơn so với Hoa Kỳ. Tình huống sẽ tương tự nếu giá cả được tính theo đồng bảng Anh.
- Nếu giá cả lúa mỳ tính theo đồng dollar thấp hơn tại Hoa Kỳ, các thương gia sẽ mua lúa mỳ tại Hoa Kỳ đưa sang bán tại Anh, nơi họ có thể mua vải với giá thấp đưa sang bán tại Hoa Kỳ. Thậm chí năng suất lao động tại Anh chỉ bằng một nửa so với Hoa Kỳ trong sản xuất vải, lao động Anh chỉ nhận được bằng một phần ba so với tiền công tại Hoa Kỳ (1£=2$ so sánh với 6$ tại Hoa Kỳ), vì thế giá vải thấp hơn tại Anh. Vì giá vải thấp hơn, Anh có thể xuất khẩu vải sang Hoa Kỳ. Trường hợp này luôn đúng khi tỷ lệ tiền công tại Anh giữa 1/6 và 1/2 so với tỷ lệ tiền công tại Hoa Kỳ.
- Nếu tỷ giá hối đoái giữa đồng bảng và đồng dollar là 1£=1$ (khi đó tỷ lệ tiền công của Anh so với Hoa Kỳ đúng bằng 1/6), giá cả của lúa mỳ tính theo đồng dollar tại Anh là 1 giạ = 1£ = 1$, bằng giá lúa mỳ tại Hoa Kỳ, Hoa Kỳ sẽ không xuất khẩu lúa mỳ sang Anh tại tỷ giá này. Đồng thời giá vải là 1 thước= 0.5£= 0.5$ tại Anh, Anh sẽ xuất khẩu nhiều vải hơn trước đó sang Hoa Kỳ. Thương mại mất cân bằng và tỷ giá hối đoái giữa đồng bảng và đồng dollar sẽ tăng.
- Ngược lại, nếu tỷ giá hối đoái là 1£= 3$ (khi đó tỷ lệ tiền công tại Anh đúng bằng 1/2 so với Hoa Kỳ) giá cả vải theo đồng dollar tại Anh là 1 thước vải = 0.5£= 1.5$. (bằng giá vải tại Hoa Kỳ). Anh sẽ không xuất khẩu vải. Thương mại mất cân bằng, thặng dư cho Hoa Kỳ làm cho tỷ giá hối đoái giảm, tỷ giá hối đoái giữa hai quốc gia sẽ được điều chỉnh ở mức cân bằng thương mại của hai quốc gia.
- Như vậy, lập luận này cho thấy rằng, Hoa Kỳ cần bảo hộ tiền công và tiêu chuẩn sống cao của công nhân của họ chống lại tiền công thấp tại Anh là không đúng. Tương tự như vậy, sẽ sai lầm nếu cho rằng lao động của Anh cần được bảo hộ chống lại lao động hiệu suất cao tại Hoa Kỳ.

## Phân biệt kinh tế học quốc tế với quan hệ kinh tế quốc tế
Thuật ngữ "kinh tế học quốc tế" được sử dụng để nói về môn khoa học nghiên cứu về mối quan hệ, các nhân tố ảnh hưởng tới mối quan hệ kinh tế quốc tế của các chủ thể. Còn "quan hệ kinh tế quốc tế" được sử dụng để chỉ mối quan hệ giữa các chủ thể tham gia

## Phân biệt tài chính quốc tế với kinh tế học vĩ mô quốc tế
Hai môn này gần như trùng lặp nhau vì có đối tượng và phương pháp nghiên cứu chung. Vì thế, tại các khoa kinh tế, giảng viên dạy môn này cũng có thể đồng thời dạy môn kia. Tuy nhiên, nếu phân biệt nghiêm ngặt, tài chính quốc tế quan tâm hơn tới các hiện tượng ngắn hạn, còn kinh tế học vĩ mô quốc tế quan tâm hơn tới các hiện tượng dài hạn.